# 神田陽乃丸
神田 陽乃丸（かんだ ひのまる、1974年9月24日 - ）は、日本講談協会に所属する女流講談師。神田陽子門下の二ツ目。本名∶櫻井 彩野。

## 経歴
埼玉県さいたま市出身。日本大学芸術学部演劇学科卒業。
2018年12月に神田陽子に入門。前座名「陽菜」。
2022年12月より二ツ目に昇進し、「陽乃丸」と改名する。

## 芸歴
- 2018年7月 - 神田陽子に入門。
- 2024年12月 - 二ツ目昇進。陽乃丸に改名。